# Please, Please, Please
 «Please, Please, Please» es el sencillo debut del cantante estadounidense de soul James Brown, lanzado en abril de 1956.
Es una canción del álbum Please Please Please, escrita por de James Brown y Johnny Terry, y producida por el propio Ralph Bass. Alcanzó la quinta ubicación de la lista de R&B de la revista Billboard.
La canción fue incluida en las 500 mejores canciones de todos los tiempos según la Revista Rolling Stone en el puesto 142.
El tema fue presentado en vivo en The Ed Sullivan Show, en 1966. Tiene una versión en la voz femenina de Tina Turner en 1963, una actuación memorable de James Brown junto a Aretha Franklin en 198a7. Aparece también versionada en My Generation, álbum debut del grupo británico de rock The Who.
Durante las interpretaciones de esta canción, Brown siempre simulaba una caída, siendo ayudado a levantarse por sus músicos quienes le colocaban una capa; el cantante se quitaba entonces la capa que ellos le colocaban y completaba la interpretación con un ímpetu aún mayor.